# What a Time to Be Alive (Future e Drake)
What a Time to Be Alive è un mixtape dei rapper Future e Drake, pubblicato il 20 settembre del 2015. Il mixtape è stato prodotto da Metro Boomin, che ha anche prodotto o co-prodotto otto delle 11 canzoni. Tra i produttori aggiuntivi figurano 40 (anche lui produttore esecutivo del mixtape), Southside, Allen Ritter, Boi-1da, Frank Dukes e altri. Il disco è stato pubblicato su iTunes Store e Apple Music e ha debuttato al primo posto della classifica Billboard 200 degli Stati Uniti.

## Tracce
1. Digital Dash – 3:51
2. Big Rings – 3:37
3. Live from the Gutter – 3:31
4. Diamonds Dancing – 5:14
5. Scholarships – 3:29
6. Plastic Bag – 3:22
7. I'm the Plug – 3:00
8. Change Locations – 3:40
9. Jumpman – 3:25
10. Jersey (solo Future) – 3:04
11. 30 for 30 Freestyle (solo Drake) – 4:13

## Classifiche
| Classifica (2015/16) | Posizione più alta |
| -------------------- | ------------------ |
| Australia            | 4                  |
| Belgio (Fiandre)     | 23                 |
| Belgio (Vallonia)    | 46                 |
| Canada               | 1                  |
| Paesi Bassi          | 9                  |
| Irlanda              | 30                 |
| Norvegia             | 26                 |
| Nuova Zelanda        | 8                  |
| Regno Unito          | 6                  |
| Stati Uniti          | 1                  |
| Stati Uniti (R&B)    | 1                  |